# Lathrop (Californië)
Lathrop is een plaats (city) in de Amerikaanse staat Californië, en valt bestuurlijk gezien onder San Joaquin County.

## Demografie
Bij de volkstelling in 2000 werd het aantal inwoners vastgesteld op 10.445.
In 2006 is het aantal inwoners door het United States Census Bureau geschat op 14.924, een stijging van 4479 (42.9%).

## Geografie
Volgens het United States Census Bureau beslaat de plaats een oppervlakte van
43,3 km², waarvan 42,4 km² land en 0,9 km² water. Lathrop ligt op ongeveer 7 m boven zeeniveau.

## Plaatsen in de nabije omgeving
De onderstaande figuur toont nabijgelegen plaatsen in een straal van 16 km rond Lathrop.